# Robert Korzeniowski
Robert Marek Korzeniowski (Lubaczów, Polonia; 30 de julio de 1968) es un atleta polaco ganador de cuatro medallas de oro olímpicas y de tres medallas de oro en los Campeonatos del mundo de atletismo.

## Carrera profesional
Está considerado como uno de los mejores marchadores de todos los tiempos y es el único atleta que ha logrado el doblete en las pruebas de marcha en unos Juegos olímpicos al vencer en las pruebas de 20 y 50 km en los Juegos Olímpicos de Sídney 2000. Su primer título olímpico lo logró en la prueba de los 50 km marcha en los Juegos de 1996. Este éxito lo reeditaría en tres ediciones consecutivas, siendo también el único marchador en lograrlo. A sus triunfos en los Juegos olímpicos se unen tres oros en campeonatos del mundo y dos oros en Campeonatos de Europa.
Se retiró en 2004 y pasó a ser el entrenador del marchador español Paquillo Fernández. Como entrenador ha aplicado una novedosa técnica experimentada por el mismo, la crioterapia, consistente en someter al cuerpo a temperaturas extremas bajo cero en un período de tiempo corto. Paquillo afirma en una entrevista, que es parte del entrenamiento dedicada a la recuperación muscular, puesto que aumenta el riego sanguíneo, ayuda a la regeneración muscular, y a recuperarse antes de las lesiones. En esta entrevista también afirma que es un técnico que aparte de hacer una excelente planificación de la temporada, aporta confianza, una inmejorable experiencia como atleta, y sabe buscar las motivaciones que requiere un atleta.
Ha mantenido una gran polémica con la Real Federación Española de Atletismo, que no quería abonarle las becas que le correspondían por entrenar a Paquillo.
Ha compaginado la prolongación de su carrera deportiva como entrenador con la promoción del deporte entre la gente, y con su cargo de director del TVP Sport, una cadena pública de TV Polaca.[cita requerida]
Es hermano de la marchadora Silvia Korzeniowska, que participó en los Juegos Olímpicos de Atenas 2004 y Pekín 2008 en pruebas de 20 km.
Desde 2011 y hasta 2015 forma parte del Comité de Marcha de la Asociación Internacional de Federaciones de Atletismo (IAAF).